# Shō Tei
Shō Tei (尚貞 Thượng Trinh,  1645 - 1709) là vị vua thứ 11 của triều đại Shō II tại vương quốc Lưu Cầu, ông nắm giữa ngai vàng từ năm 1669 đến khi mất vào năm 1709. He was ông nắm quyền trong giai đoạn biên soạn Trung Sơn thế phả (中山世譜, Chūzan Seibu), một trong những quyển tập chính sử của vương quốc.
Shō Tei là vị quân chủ đầu tiên của vương quốc được tiếp thu nền giáo dục Khổng giáo.
Shō Tei nắm quyền vào thời điểm các Mạc phủ Nhật Bản bắt đầu ngừng việc cho phép buôn bán hàng hóa Trung Hoa qua quần đảo, trong thời kỳ sakoku (tỏa quốc). Mạc phủ, thay vì trừng phạt chính quyền Lưu Cầu, đã ra lệnh phải báo cáo chi tiết về hoạt động thương mại vào năm 1685. Năm sau đó, hành vi buôn bán bị giới hạn ở 2.000 lạng cho mỗi loại, và chỉ có thể được bán ở các thị trường không cạnh tranh với tô giới của Hà Lan ở Nagasaki. Kết quả là đã khiến kinh tế Lưu Cầu bùng nổ.
Shō Tei là vị quân vương Lưu Cầu cuối cùng mang thần hiệu trong sử sách chính thống, do sự thay đổi hình ảnh về vị thế của thần thánh do ảnh hưởng của Nho giáo. Ông được táng tại lăng mộ hoàng gia ở Tamaudun tại Shuri.